# 瓦尔德马尔·博伊吉尔
瓦尔德马尔·延森·博伊吉尔（丹麥語：Valdemar Jensen Bøggild，1893年9月30日—1943年7月2日），丹麦男子竞技体操运动员。他曾代表丹麦获得1912年夏季奥运会体操比赛男子团体瑞典式银牌。